# Verwaltungsgemeinschaft Ergoldsbach
Die Verwaltungsgemeinschaft Ergoldsbach liegt im niederbayerischen Landkreis Landshut und wird von folgenden Gemeinden gebildet: Bayerbach und Ergoldsbach.

## Geschichte
Die Verwaltungsgemeinschaft Ergoldsbach wurde am 1. Mai 1978 gegründet.

## Einwohner
Zum 31. Dezember 2013 betrug die Einwohnerzahl  9.311. Bis zum 31. Dezember 2014 hat sie sich auf 9.355 erhöht, was einem Wachstum von 0,47 Prozent entspricht. Zum 31. Dezember 2015 ist sie erneut auf nunmehr 9.518 gestiegen.

## Politik
Der rechtliche Rahmen für Verwaltungsgemeinschaften wird durch die Verwaltungsgemeinschaftsordnung für den Freistaat Bayern (Verwaltungsgemeinschaftsordnung – VGemO) gesetzt.
Sitz der Verwaltungsgemeinschaft ist Ergoldsbach. Sie erbringt 301 verschiedene behördliche Leistungen. Den Vorsitz führt Ludwig Robold, 1. Bürgermeister von Ergoldsbach.
| Gemeinde                | Wappen | Fläche km² | Einwohner 31. Dezember 2023 | EW-Dichte EW je km² | Höhe über NHN |
| ----------------------- | ------ | ---------- | --------------------------- | ------------------- | ------------- |
| Bayerbach b.Ergoldsbach |        | 25,41      | 1989                        | 78                  | 409           |
| Ergoldsbach             |        | 56,98      | 8464                        | 149                 | 416           |